# 兴化李氏
兴化李氏家族高祖李春芳于嘉靖年间举进士，官至内阁首辅，自春芳后兴化李氏家族成为明清江淮间一大望族，位列兴化明清八大家之首，对兴化文风影响深远。

## 家族功名
李氏家族历代贤才辈出，有“一门五尚书，四代九进士”之誉，“通儒达士，先后并出”。兴化李氏自春芳以来共有进士12人（其中武进士1人）、举人31人（其中武举人5人）。此外，有太学生、监生、贡生、国学生、副榜等具备较高文化水准的人数有500多人。

## 近现代
二十世纪以来，李氏后裔中又出了国学大师李详、父子院士李继侗和李德平等。